# De natura deorum

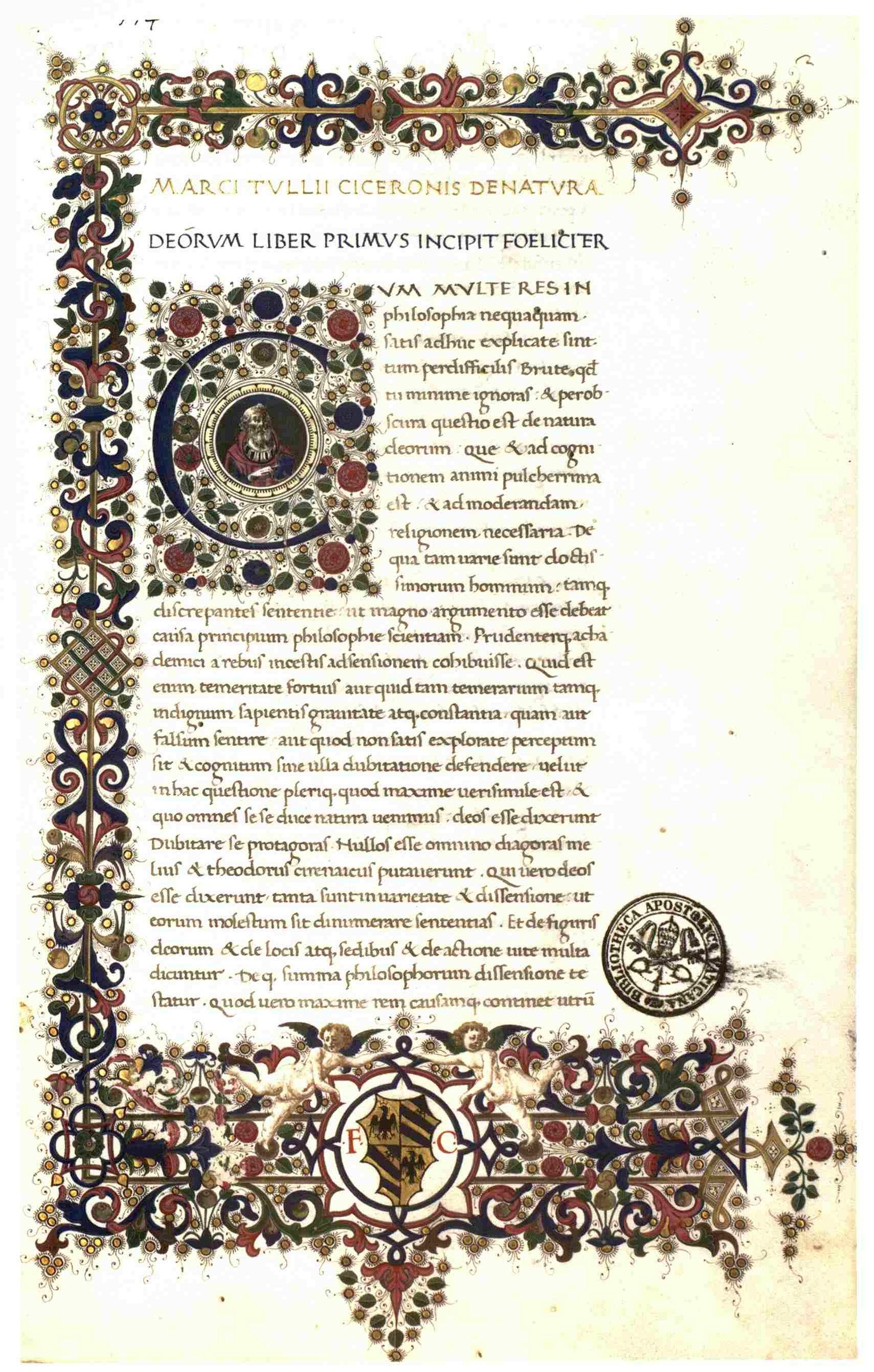
Der Anfang von De natura deorum in der Handschrift Città del Vaticano, Biblioteca Apostolica Vaticana, Urb. lat. 319, fol. 2r (spätes 15. Jahrhundert)

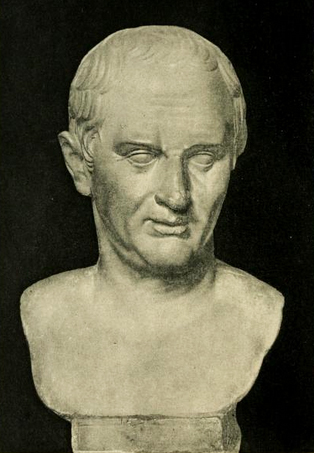
Cicero im Alter von ungefähr 60 Jahren, also zur Zeit der Entstehung von De natura deorum

De natura deorum (Vom Wesen der Götter) ist der Titel eines um 45 v. Chr. in lateinischer Sprache verfassten Werks des römischen Staatsmannes, Schriftstellers und Philosophen Marcus Tullius Cicero, in welchem in einem Dialog grundsätzliche Glaubensfragen aus der Sicht der drei wichtigsten antiken Philosophenschulen – der Stoiker, der Epikureer und der Akademiker – erörtert werden.

## Inhalt
Das aus drei Büchern bestehende, dem Brutus gewidmete Werk ist im Wesentlichen die Niederschrift eines philosophischen Gespräches, welches circa 30 Jahre zuvor, um 76 v. Chr., im Haus des mit Cicero befreundeten Cotta stattgefunden hatte. In dem Werk kommen die Gesprächsteilnehmer M. Tullius Cicero, Quintus Lucilius Balbus, Gaius Velleius und Gaius Aurelius Cotta nacheinander zu Wort, wobei der damals ungefähr 30 Jahre alte Cicero vorwiegend als Zuhörer fungiert. C. Velleius repräsentiert dabei die Epikureische Schule, Q. Balbus vertritt die Stoiker, und C. Cotta spricht für die akademischen Skeptiker, zu denen Cicero ebenfalls gehörte. Im ersten Buch findet sich nach der Einführung durch Cicero die von Velleius dargelegte Sicht der epikureischen Schule sowie Cottas Kritik daran. Im zweiten Buch schließt sich die Darlegung und Verteidigung der stoischen Theorie durch Balbus an und im dritten Buch folgt schließlich die Kritik Cottas an der stoischen Sichtweise des Balbus.

## Rezeption
Das Werk hatte besonders im 18. Jahrhundert starken Einfluss auf die Denker. Von Voltaire heißt es, dass er De natura deorum als „das vielleicht beste Buch der gesamten Antike“ bezeichnet habe.
David Hume nahm in seinen Dialogen über natürliche Religion formale Anleihe an Ciceros Werk, indem er einen Schüler von Cleanthes (Leiter der Stoa, bei Hume Vertreter der natürlichen Religion) als Zuhörer des Gesprächs fungieren lässt und seine Meinung hinter der des Skeptikers Philo versteckt.
Im Jahre 1811 veröffentlichte angeblich ein italienischer Minoritenpater namens Seraphinus den vierten Band von De natura deorum, den er in einem Codex gefunden haben wollte. In Wirklichkeit wurde das Manuskript im Verlag J. E. Hitzig in Berlin veröffentlicht, wobei der protestantische Prediger Hermann Heimart Cludius wohl als Verfasser anzunehmen ist.

## Ausgaben und Übersetzungen
- Cicero: Philosophische Schriften / De natura deorum. Aschendorffs Sammlung lateinischer und griechischer Klassiker, ISBN 978-3-402-02043-2
- Cicero: De Natura Deorum. Über das Wesen der Götter. Lateinisch/Deutsch, übersetzt und hrsg. v. Ursula Blank-Sangmeister, Reclam, Stuttgart 1995, ISBN 978-3-15-006881-6
- Cicero: Vom Wesen der Götter / De natura deorum. Lateinisch–Deutsch, übersetzt von Olof Gigon und Laila Straume-Zimmermann, Artemis und Winkler, Zürich 1996, ISBN 978-3-7608-1695-1
- Andrew R. Dyck: A commentary on Cicero, De Natura Deorum II. (Michigan classical commentaries). University of Michigan Press, Ann Arbor 2025, ISBN 9780472074839.